# 傑拉琳·塔利
傑拉琳·塔利（英語：Jeralean Talley，1899年5月23日—2015年6月17日），舊姓庫爾茨（Kurtz），美国超級人瑞，享寿为116岁25天。她是2013年3月21日到格特魯德·韋弗2014年7月被验证之前美国最长寿的在世人物。韋弗在2015年4月6日去世后，塔利成为獲驗證的在世最年長者。
塔利在她114岁和116岁生日时收到了贝拉克·奥巴马的信件承认她的地位。
2015年6月17日，塔利在住院一周后去世。在她死后，蘇珊娜·瓊斯成为获验证的在世最年長者，而出生于19世纪的在世人物仅剩4位。

## 生平
庫爾茨於1899年5月23日生於喬治亞州，是家中12個孩子之一。庫爾茨於早年住在一個種植棉花和花生、收成番薯的家族。庫爾茨一家搬至在密西根州的英克斯特，並直到她去世。1936年，庫爾茨與阿弗雷德·塔利（1893年－1988年）結婚，他們育有一子一女。阿弗雷德在結婚52年後於1988年過世，享耆壽95歲。塔利有3個孫子、10個曾孫和4個玄孫。
塔利曾經試過駕駛，可是她按錯按鈕，導致她轉彎時轉到了相反方向，令她不敢再駕駛。

### 健康和生活方式
塔利的女兒表示，她的母親直到晚年仍然十分活躍，她仍能縫製衣服、製作棉被和在賭場上玩老虎機。塔利玩老虎機直到她104歲，直至她的雙腿變得脆弱。但塔利仍能和她的兒子和朋友參與釣魚之旅。在114歲時，她仍能在釣魚之旅釣到7條魚。
塔利是浸礼宗教徒，其他門徒都稱她作「母親塔利」。2013年5月23日，當塔利114歲生日時，她的名字正式進入了教堂中的車道，同日她收到一封來自巴拉克·奧巴馬的信，寫道：「不凡之輩的一分子」。當塔利116歲生日時，她又收到了來自奧巴馬的信，寫道：「活過她的經驗，智慧和反映我們的國家」。
塔利恪守恕道，「對待他人的方法，你需要銘記」。塔利因為她的智慧和風趣而在社區變得有名，她有時被問她的意見。塔利以前有建議人們去用合理句子，她說：「我沒有太多教育知識不過有一點意義我知道，我會嘗試去使用。」

### 死亡
2015年6月17日，塔利在住院一周後去世，她祈求臨死前不用再受苦，並於英克斯特離世。關於她的偉大時代，她說：「沒有甚麼我可以做到。」。隨着塔利的死，蘇珊娜·瓊斯和艾瑪·莫拉諾成為最後兩位生於1890年代而尚生存的人。